# Драгонера
Драгоне́ра (исп. Isla Dragonera, кат. Sa Dragonera, La Dragonera — «остров Драконов») — необитаемый скалистый остров у западного побережья острова Мальорка, отделённый проливом шириной в 780 метров. Остров Драгонера входит в состав островного совета Мальорка Балеарских островов.
Площадь острова составляет 288 га, длина острова составляет 4,2 км, а ширина — до 900 м. Остров Драгонера относится к муниципалитету Андрайч и входит в состав природоохранной зоны Балеарских островов.
До 1987 года остров Драгонера находился в частной собственности, ныне является муниципальной собственностью. В 1995 году остров был объявлен охраняемым природным парком. На острове Драгонера обитает эндемический вид — балеарская ящерица.